# Glaucocharis sericophthalma
Glaucocharis sericophthalma là một loài bướm đêm trong họ Crambidae.